# Giuseppe Prinzi

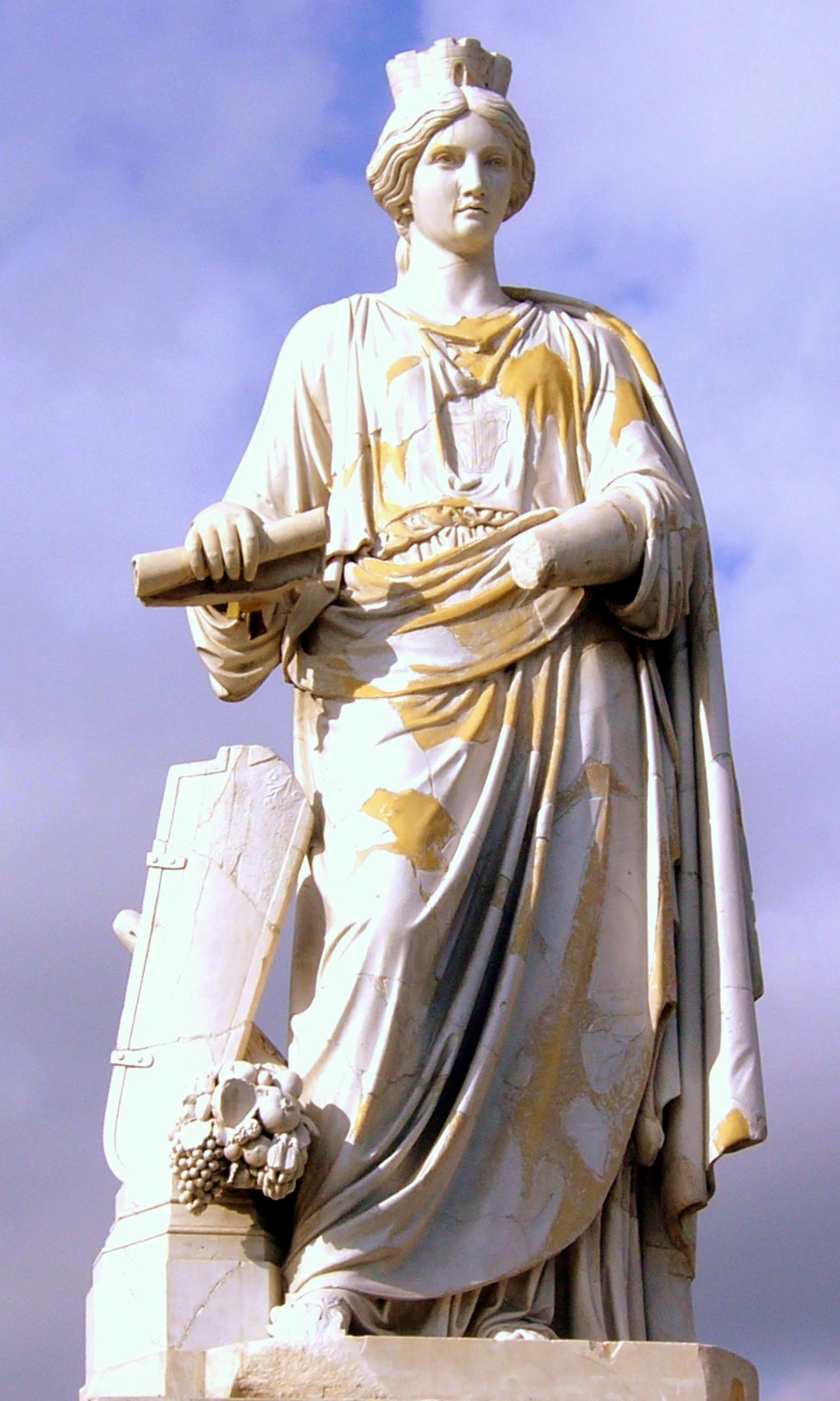
Statuie alegorică a orașului Messina

Giuseppe Prinzi (n. 11 septembrie 1825, Messina, Italia – d. 6 iulie 1895, Frascati, Lazio, Regatul Italiei) a fost un sculptor italian.

## Biografie
A realizat multe sculpturi, care se găsesc în diferite orașe din Italia, inclusiv Roma, Napoli și Messina, orașul său natal.

## Lucrări
- Messina: Monumentul din Messina a mulțumit lui Giuseppe Natol pentru furnizarea portului gratuit (1848)
- Messina: Statuie alegorică reprezentând orașul Messina (1852)
- Campobasso: Statuia zeiței Flora (1873)
- Bazilica San Pietro (Cetatea Vaticanului ): Statuia lui San Guglielmo da Vercelli (1878), în relief de cardinalul Mario Mattei (1870)
- Pincio (Roma): Bustul astronomului Angelo Secchi (1879)
- Bazilica San Benedetto ( Norcia ): Statuia Sfântului Benedict (1880)
- Castelul Pennisi din Florisella ( Acireale ): Tomb of Relief (1886)
- Catedrala din San Giovanni ( Ragusa ): basoreliefuri în paraclisul Sfântului Sacrament, Jertfa Melchisedec și Cina cea de Taină (1870)
- Teatrul Vittorio Emanuele II (Messina): bustul Muzeului Ferdinando II din Regiunea regională a Messinei: bustul lui Antonello da Messina Catedrala din Bazilica Acireale: bust din marmură al lui Pius IX (1878).